# Francesco Mantica (1534-1614)
Pour les articles homonymes, voir Francesco Mantica et Mantica.
Francesco Mantica (né le 20 mars 1534 à Venzone en Frioul-Vénétie Julienne, alors dans la République de Venise, et mort le 28 janvier 1614 à Rome) est un cardinal italien de la fin du XVIe siècle et du début du XVIIe siècle.

## Biographie
Né en 1534, François Mantica est un fils d'Andua Mantica et de Fontana Fonteboni.
Il étudie le droit à l'université de Bologne, puis à celle de Padoue et est professeur à l'université de Padoue, pendant 26 ans. Le pape Sixte V l'appelle à Rome et le nomme auditeur à la rote. Juriste réputé, il est l'auteur du De conjecturis ultimarum voluntatum.
Il est créé cardinal par le pape Clément VIII lors du consistoire du 5 juin 1596. Le cardinal Mantica est camerlingue du Sacré Collège en 1614.
Le cardinal Mantica participe aux deux conclaves de 1605 (élection de Léon XI puis de Paul V).
Il est mort en 1614, et inhumé en l'église Sainte-Marie-du-Peuple.

## Œuvres
- (la) Vaticanae lucubrationes de tacitis et ambiguis conventionibus, Genève, Philippe Albert (1.), 1621 (lire en ligne)

Vaticanae lucubrationes de tacitis et ambiguis conventionibus, 1621

## Sources bibliographiques
- « Mantica (François) », dans Louis Moreri, Le grand dictionnaire historique..., volume 5, Jean Brandmuller, 1732, p. 99 [lire en ligne].